# Another Day in Paradise
"Another Day in Paradise" är en låt framförd av den brittiska singer-songwritern Phil Collins, skriven av honom själv och producerad tillsammans med Hugh Padgham. Låten spelades in till Collins fjärde soloalbum ...But Seriously (1989). "Another Day in Paradise" är en mjukrock-låt i medelsnabbt tempo vars låttext beskriver den fattigdom och utanförskap som vissa människor lever i och hur andra låter bli att uppmärksamma det. Låten, som ansågs skilja sig från Collins tidigare utgivna musik, valdes ut att bli huvudsingeln från albumet och gavs ut internationellt mot slutet av 1989 på flera olika format, däribland CD, 7", 12" och kassett. Efter utgivningen mottog "Another Day in Paradise" övervägande negativ kritik från professionella musikjournalister som kritiserade låttexten och avfärdade Collins som inte ansågs vara "kvalificerad" att sjunga om fattigdom. 
Låten blev trots detta en av sångarens största hits i karriären som nådde förstaplatsen i bland annat Kanada, Tyskland och Nederländerna. Den blev Collins sjunde listetta på den amerikanska singellistan Billboard Hot 100 där den låg fyra veckor i sträck. "Another Day in Paradise" nådde topp-fem på majoriteten av topplistorna låten gick in på. Låten mottog flera prisnomineringar efter utgivningen. Collins och Padgham vann en Grammy Award i kategorin Record of the Year och mottog ytterligare nomineringar i kategorierna Best Pop Vocal Performance, Male och Best Music Video, Short Form. Vid BRIT Awards 1990 vann låten i kategorin Best British Single. 2009 listade Billboard låten på plats 86 på Greatest Songs of All Time.
En musikvideo filmades till "Another Day in Paradise" som regisserades av Jim Yukich och producerades av Paul Flattery. Collins framförde låten vid den 33 Grammy-upplagan 1991 tillsammans med låtens bakgrundssångare David Crosby. Uppträdandet inkluderades på studioalbumet Grammy's Greatest Moments Volume I (1994). Efter utgivningen har flera artister spelat in coverversioner av "Another Day in Paradise". Brandy Norwood och hennes yngre bror Ray J spelade in en version som gavs ut som huvudsingeln från Collins hyllningsalbum Urban Renewal (2001).

## Bakgrund och utgivning
Phil Collins inledde sin karriär som trumslagare i Genesis och blev senare sångare i bandet. Mot slutet av 1980-talet fick Collins en av huvudrollerna i den brittiska romantiska komedifilmen Buster som hade premiär 23 november 1988. Han spelade även in låtar till filmens soundtrack vilket gav listframgångarna "A Groovy Kind of Love" och "Two Hearts". Parallellt med framgångarna kritiserades dessvärre Collins för att ha lämnat sina rötter och blivit för "kommersiell". Kort efter utgivningen av Buster började Collins skriva på nya låttexter till sitt fjärde studioalbum ...But Seriously.
I Storbritannien och USA trycktes  "Another Day in Paradise" upp på CD-skivor och gavs ut som huvudsingeln från ...But Seriously den 16 oktober 1989. Låten gavs ut flera andra länder mot slutet av året och på flera olika format, däribland 7", 12" och kassett. Om valet av "Another Day in Paradise" som första singeln från albumet kommenterade Collins till Billboard-skribenten Fred Bronson: "[...] När det kom till första singeln valdes 'Another Day in Paradise' för att den var lite annorlunda jämfört med vad jag tidigare gjort. Den skulle få folk att minnas hur jag började och vem jag är som artist. Visst, jag skrev 'In the Air' och var kapabel nog att skriva om 'Two Hearts' men glöm för den sakens skull vem jag är och att jag också gör sånt här."

## Inspelning och komposition
Phil Collins skrev låttexten till "Another Day in Paradise" som till en början namngavs "Homeless". Låten ljudmixades och producerades av Collins tillsammans med Hugh Padgham medan den amerikanska musikern David Crosby bidrog med bakgrundssång. Om att arbeta med Crosby på låten kommenterade Collins till Bronson: "Jag älskar honom, jag var i band som gjorde covers på låtar av The Byrds och Crosby, Stills, Nash & Young. Jag tycker att han är nyckelpersonen i dom grupperna för det är han som väljer ut alla konstiga toner och sjunger dem." Collins hade tidigare velat ha Crosby som gästartist på albumet Face Value men planerna uteblev. "David gjorde precis vad jag förväntat mig, han valde ut toner som jag aldrig skulle ha tänkt på och sjöng dem."
"Another Day in Paradise" är en låt i genren mjukrock som har en speltid på fyra minuter och fyrtiosju sekunder. Enligt notblad publicerade på Musicnotes.com av Alfred Publishing har "Another Day in Paradise" ett medelsnabbt tempo och utgår från 104 taktslag per minut. Låten skrevs i tonarten f-moll och Collins röst sträcker sig från noten E4 till F5. Låttexten beskriver den fattigdom och utanförskap som vissa människor lever i och hur andra låter bli att uppmärksamma det. I refrängen sjunger framföraren: "Oh think twice, it's another day for you and me in paradise/ Oh think twice, it's just another day for you, you and me in paradise". När Collins diskuterade låten med Bronson berättade han:

"När vi arbetade på låten i London gick jag ut från inspelningsstudion och när jag skulle korsa vägen kom en kvinna fram till mig- jag trodde inte att hon skulle säga nånting- den här kvinnan hade två barn och sa: 'Snälla ge oss lite pengar' och hon hade uppenbarligen ingenstans att ta vägen... Det här pågår överallt. Vad låten också berör är människors obekvämhet när det händer. När det hände mig gick jag bara förbi. Jag tänkte: jag gör samma sak som alla andra... Det kändes jobbigt. Jag ignorerade henne inte men gav henne inga pengar... Det är vad låten handlar om, folk som låtsas att det inte händer."

## Mottagande
Den populära musikhistorikern Colin Larkin skrev att "Another Day in Paradise" har kritiserats hårt. Collins svarade på kritiken från den brittiska pressen, som med tanke på hans välstånd ansåg att han var okvalificerad att sjunga om fattigdom: "När jag kör längs gatorna ser jag samma sak som alla andra ser. Det är en missuppfattning att man inte har någon kontakt med verkligheten bara för att man har mycket pengar."
David Sheppard, en skribent för BBC, ansåg att låttexten i "Another Day in Paradise" var "skämmig". Caroline Sullivan från The Guardian avfärdade låten och skrev att den hanterade problemen med hemlösheten med ungefär samma insikt som Sporty Spices 'If That Were Me'." Andrew Collins från New Statesman beskrev låten som ett "avmätt försök" till gottgörelse för hemlösheten. Singer-songwritern och den politiska aktivisten Billy Bragg var också nedlåtande och kommenterade: "Phil Collins kan skriva en låt om hemlösheten men om han inte har något mer att komma med exploaterar han bara problemet."
Hugh Wilson, skribent för MSN, ställde Collins tankar på de hemlösa i kontrast till hans oro som multimiljonär vid möjligheten för en ny socialistisk och skattehöjande regering i det brittiska valet. Han refererade till ett uttalande Collins gjorde där han uppgav att han kunde tänkas lämna Storbritannien i ett sådant fall. Wilson noterade att "Another Day in Paradise" ledde till anklagelser om hyckleri då Collins "beklagade den svåra situationen för hemlösa". Wilson noterade också att Collins blev en "lätt måltavla med de kommande brittiska valet."

## Kommersiell prestation
"Another Day in Paradise" blev en kommersiell framgång som nådde förstaplatsen i åtta länder och topp-fem på majoriteten av alla andra listor låten gick in på. I USA gick låten in på plats 43 på den amerikanska Hot 100-listan 4 november 1989. 23 december samma år nådde låten förstaplatsen på listan och blev därmed Collins sjunde listetta i landet. År 2009 listades Phil Collins på plats 89 på Billboards lista över de bästa låtarna genom tiderna.

## Topplistor
| Lista (1989–1990)                        | Högsta listplacering |
| ---------------------------------------- | -------------------- |
| Australien (ARIA)                        | 11                   |
| Österrike (Ö3 Austria Top 40)            | 2                    |
| Belgien (Ultratip Flandern)              | 1                    |
| Kanada (RPM)                             | 1                    |
| Finland (Suomen virallinen lista)        | 2                    |
| Frankrike (SNEP)                         | 8                    |
| Tyskland (Media Control AG)              | 1                    |
| Irland (IRMA)                            | 2                    |
| Italien (FIMI)                           | 2                    |
| Nederländerna (Dutch Top 40)             | 1                    |
| Nya Zeeland (RIANZ)                      | 5                    |
| Norge (VG-lista)                         | 1                    |
| Spanien (AFYVE)                          | 9                    |
| Sverige (Sverigetopplistan)              | 1                    |
| Schweiz (Swiss Music Charts)             | 1                    |
| UK Singles (The Official Charts Company) | 2                    |
| USA Billboard Hot 100                    | 1                    |
| Zimbabwe Singles (ZIMA)                  | 1                    |

| Lista (1990)                  | Högsta listplacering |
| ----------------------------- | -------------------- |
| Schweiz (Schweizer Hitparade) | 11                   |
| USA Billboard Hot 100         | 7                    |

## Coverversioner
Flera artister har spelat in egna versioner av Another Day in Paradise. Bland annat Tomas Dileva, Brandy med brodern Ray J, Jam Tronik, Axxis, Novecento och Hank Marvin.

## Brandy Norwood och Ray Js cover
"Another Day in Paradise" är en låt framförd av den amerikanska artisten Brandy Norwood och hennes yngre bror Ray J. Den producerades av Guy Roche och är en cover av Phil Collins låt med samma namn från 1989. "Another Day in Paradise spelades in till Collins hyllningsalbum Urban Renewal (2001) och gavs ut som albumets huvudsingel i Europa och Japan 19 mars 2001.
Efter utgivningen blev "Another Day in Paradise" snabbt en stor kommersiell framgång och en av båda artisternas största internationella framgångar. Den nådde andra respektive tredjeplatsen i Tyskland och Schweiz där den guldcertifierades. Den nådde topp-fem i bland annat Belgien, Storbritannien, Danmark, Norge och Sverige. En musikvideo skapades till låten som regisserades av Nick Quested och Gil Green.

### Bakgrund och utgivning
I en utgåva av Billboard 21 november 1998 meddelades att flera R&B och hiphop-artister skulle spela in hyllningsalbumet Urban Renewal till Collins. Albumet skulle ges ut någon gång under första kvartalet av 1999 och innehålla coverversioner av Collins låtar framförda av artister som Wyclef Jean, Montell Jordan, Warren G, Kelly Price och Jermaine Dupri. Projektet försenades dessvärre ett flertal gånger och gavs slutligen ut i Europa i juni 2001, efter tre år i produktionsstadiet. Den amerikanska sångaren och skådespelaren Brandy Norwood, som utnämnts till en av 1990-talets 20 mest framgångsrika sångare, spelade in sin version av Collins hitlåt "Another Day in Paradise" tillsammans med sin yngre bror Ray J, vilket blev första gången de arbetade tillsammans på musik.
Coverversionen av "Another Day in Paradise" valdes ut att bli huvudsingeln från Urban Renewal och gavs ut under olika datum i Europa och Oceanien under första kvartalet av 2001. Den trycktes upp på CD-singlar och gavs ut i Japan och Europa 19 mars 2001. CD/maxi-singlar gavs ut i Tyskland och Storbritannien som innehöll originalversionen och en remixversion producerad av norska duon Stargate.

### Musikvideo
Musikvideon till "Another Day in Paradise" regisserades av Nick Quested och Gil Green.

### Format och låtlistor
- CD-Maxi/singel

1. "Another Day in Paradise" (R&B-Version) – 4:32
2. "Another Day in Paradise" (Stargate Mix) – 4:19
3. "Another Day in Paradise" (Stargate Classic Club) – 4:22
4. "Another Day in Paradise" (Knee Deep Remix) – 6:28
5. "Another Day in Paradise" (Black Legend VS. J-Reverse Club Mix) – 7:54

- CD-singel

1. "Another Day in Paradise" (R&B-Version) – 4:32
2. "Another Day in Paradise" (Stargate Mix) – 4:19

- The Remixes - 12" maxi

1. "Another Day in Paradise" (Knee Deep Remix) – 6:28
2. "Another Day in Paradise" (Black Legend vs. J-Reverse Club Mix) – 7:54

### Medverkande
Information hämtad från Discogs:
- Brandy Norwood – huvudsångare, bakgrundssångare
- Ray J – huvudsångare, bakgrundssångare
- Guy Roche – musikproducent, arrangering
- Phil Collins – låtskrivare
- Brad Gilderman – ljudmixare
- Doarian Cheah – ljudtekniker
- Dushyant Bhakta – ljudtekniker
- Michael Huff – assisterande ljudtekniker
- Ron Ben-Simon – assisterande ljudtekniker

### Topplistor

#### Veckovisa listor
| Lista (2001)                                 | Högsta listplacering |
| -------------------------------------------- | -------------------- |
| Australien (ARIA Charts)                     | 11                   |
| Belgien (Ultratop Vallonien)                 | 7                    |
| Belgien (Ultratop Flandern)                  | 9                    |
| Danmark (Tracklisten)                        | 6                    |
| Nederländerna (Dutch Top 40)                 | 6                    |
| Frankrike (SNEP)                             | 11                   |
| Tyskland (Media Control AG)                  | 2                    |
| Irland (Irish Singles Chart)                 | 4                    |
| Nya Zeeland (RIANZ)                          | 29                   |
| Norge (VG-lista)                             | 4                    |
| Sverige (Sverigetopplistan)                  | 4                    |
| Schweiz (Swiss Music Charts)                 | 3                    |
| Storbritannien (The Official Charts Company) | 5                    |
| Österrike (Ö3 Austria Top 40)                | 5                    |

| Lista (2001)                | Högsta listplacering |
| --------------------------- | -------------------- |
| Australien (ARIA Charts)    | 76                   |
| Sverige (Sverigetopplistan) | 22                   |

### Certifikat
| Australien (ARIA Charts)                                         | Guld | 35 000^  |
| Tyskland (Bundesverband Musikindustrie)                          | Guld | 200 000^ |
| Schweiz (IFPI)                                                   | Guld | 15 000^  |
| Frankrike (SNEP)                                                 | Guld | 75 000^  |
| ×siffror baserade på försäljning ^siffror baserade på certifikat |      |          |

### Utgivningshistorik
| Land/Region    | Datum        | Format              | Skivbolag |
| -------------- | ------------ | ------------------- | --------- |
| Japan          | 19 mars 2001 | CD/maxi-singel, 12" | Warner    |
| Europa         | 19 mars 2001 | CD/maxi-singel, 12" | WEA       |
| Tyskland       | 3 april 2001 | CD/maxi-singel      | WEA       |
| Storbritannien | 3 april 2001 | CD-singel           | WEA       |
| Frankrike      | 26 juni 2001 | CD-singel           | WEA       |
| Australien     | 2001         | CD-singel           | WEA       |